# Евфимий Печерский
Евфи́мий Пече́рский — схимник Киево-Печерского монастыря, почитается в лике преподобных. Память совершается 20 января (2 февраля) и 28 августа (10 сентября) (Собор преподобных отцов Киево-Печерских Дальних пещер) и во вторую неделю (воскресенье) Великого поста (Собор всех преподобных отцов Киево-Печерских).

## Жизнеописание
Время и обстоятельства жизни преподобного Евфимия неизвестны. Литература XIX века без каких-либо оснований датирует его жизнь XIII—XIV веками. О мощах Евфимия, находящихся в Дальних пещерах Киево-Печерской лавры впервые сообщает «Тератургим» соборного монаха Афанасия Кальнофойского (1638 год). Он пишет, что на мощах преподобного был крест, «которым приходящие к нему люди благословляются, а некоторые исцеляются». Со второй половины XIX века упоминания об этом кресте отсутствуют. На картах Дальних пещер XVII—XVIII веков в надписях, поясняющих расположения мощей святых, Евфимий называется «иеросхимонах» или «схимник». Согласно биохимическому обследованию мощей Евфимия установлено, что он скончался в возрасте 30-40 лет.
Местное почитание Евфимия началось в конце XVII века когда печерский архимандрит Варлаам (Ясинский) (будущий митрополит Киевский) установил празднование Собора преподобных отцов Дальних пещер. О Евстафии упоминается в 3-м тропаре 8-й песни канона Киево-Печеским святым Дальних пещер (конец XVII века). Общецерковное почитание началось после разрешения Святейшего Синода во второй половине XVIII века включать в общецерковные месяцесловы имена ряда киевских святых. Тропарь и кондак преподобному Евфимию были написаны в XIX веке. Кондак сообщает о нём:

«Яко приял еси схиму, был выну тих, молчалив, преподобне, никогда же бо ни с ким, разве молитв ко Господу, ничтоже глаголал еси и пищи, разве зелия сурова, никоеяже вкушал еси; тем обрет днесь пищу неиждивущую на небеси, Евфимие, моли и нам тояжде причаститися»

День памяти 20 января был установлен во второй половине XIX века и связан с празднованием в этот день памяти Евфимия Великого.

## Иконография

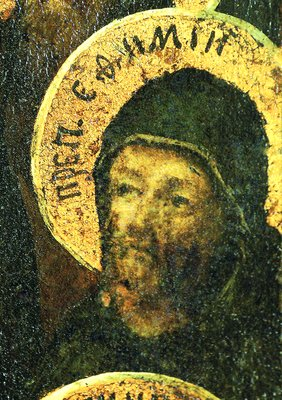
Фрагмент иконы «Собор Киево-Печерских святых»
(XIX век, ЦМиАР)

Строгоновский иконописный подлинник конца XVIII века даёт следующие указания по написанию облика преподобного Евфимия: 
Сед, брада Власиева, схима на главе, ризы преподобническия, испод бакан, правая рука к сердцу, левая молебна, длань простерта.
Единственным единоличным образом преподобного является икона, находящаяся у его раки. Она написана в мастерской лавры 1840-е годы иеромонахом Иринархом с учениками. Евфимий изображён вполоборота вправо в чёрном монашеском одеянии и в куколе, борода средней величины, раздвоенная с проседью, правая рука помещена на уровне груди, левая опущена и в ней находятся чётки.
На гравюрах с изображением Собора Киево-Печерских святых (известно более 15 вариантов) Евфимия помещают в группе преподобных Дальных пещер, стоящих за Феодосием Печерским. Евфимий изображает крайним справа в 3 или 5 ряду, его оглавное изображение лишено каких-либо индивидуальных особенностей.
Известны изображения Евфимия на ряде икон собора преподобных отцов Киево-Печерских в Дальних пещерах почивающих:
- икона первой половины XIX века (предположительно мастерская Киево-Печерской лавры, находится в собрании ЦМиАР);
- иконе второй половины XIX века (частное собрание);
- икона «Собор преподобных отец, нетленно почивающих в пещере преподобного Феодосия» (1890 год, мастерская Киево-Печерской лавры, находится у одного из входов в Дальние пещеры).